# Bon Aqua Junction
Bon Aqua Junction – jednostka osadnicza w Stanach Zjednoczonych, w stanie Tennessee, w hrabstwie Hickman.